# Kepler-19c
Kepler-19c es un exoplaneta en órbita alrededor de Kepler-19, más joven y un poco más pequeño que el Sol situado aproximadamente 6900 años luz (2119 pc) del Sistema Solar en la constelación de Lyra. Se ha detectado un sistema planetario con dos cuerpos en el año 2011 alrededor de esta estrella usando el telescopio espacial Kepler.
La existencia de Kepler-19c se postuló a partir de las perturbaciones en las mediciones de los tránsitos del planeta Kepler-19b. Sin embargo, no hay datos aún completos para especificar las propiedades físicas y orbitales de este objeto hipotético. Simplemente se puede deducir por la coherencia con otras mediciones que si existe este cuerpo, tiene que tener menos de 31,6 veces la masa de la Tierra, su inclinación es como máximo de 87,5 ° y  su período orbital no excedería de 160 días.